# Chazelles (Charente)
Chazelles è un comune francese di 1 552 abitanti situato nel dipartimento della Charente, nella regione della Nuova Aquitania.

## Storia
Chazelles è occupato sin dal neolitico, come attestano le vestigia trovate nelle grotte del Quéroy, composte da una trentina di sale collegate da gallerie in cui si ammirano stalattiti dal notevole biancore.

## Società

### Evoluzione demografica
Abitanti censiti